# Список номинантов на премию «Национальный бестселлер» 2021 года
Список номинантов на премию «Национальный бестселлер», попавших в длинный список,
короткий список (финалисты)
и ставшего победителем (лауреатом) премии «Национальный бестселлер» в сезоне 2021 года.
Список представлен в следующем виде — победители; короткий список (финалисты), кроме победителей; длинный список — кроме победителей и финалистов.
Для финалистов и победителя в скобках указано сколько баллов набрало данное произведение по итогам голосования членов «большого жюри» за произведения из длинного списка для их отбора в финал. Произведение, набравшее наибольшее количество баллов по итогам голосования за произведения из длинного списка, чаще всего, но не всегда, становилось победителем.
Произведения в длинном списке упорядочены по фамилиям их авторов, за исключением тех произведений, которые по итогам голосования большого жюри набрали 1 балл и более.
Произведения в коротком списке упорядочены по количеству набранных ими баллов по итогам голосования большого жюри.

## Победитель
1. Александр Пелевин — «Покров-17» (8 баллов)[5]

## Короткий список
1. Михаил Гиголашвили — «Кока» (10 баллов)
2. Вера Богданова — «Павел Чжан и прочие речные твари» (7 баллов)
3. Мршавко Штапич — «Плейлист волонтёра» (6 баллов)
4. Даниэль Орлов — «Время рискованного земледелия» (5 баллов)
5. Иван Шипнигов — «Стрим» (5 баллов)

## Длинный список
1. Мария Ким, «Мой телефон 03» (4 балла)
2. Денис Крюков, «Садовое товарищество» (4 балла)
3. Сергей Шойгу, «Про вчера» (4 балла)
4. Екатерина Барбаняга, Павел Басинский, «Соня, уйди!» (3 балла)
5. Оксана Васякина, «Рана» (3 балла)
6. Сергей Волков, «Ильич» (3 балла)
7. Алла Горбунова, «Другая материя» (3 балла)
8. Вадим Месяц, «Дядя Джо. Роман с Бродским» (3 балла)
9. Виктор Ремизов, «Вечная мерзлота» (3 балла)
10. Антон Секисов, «Бог тревоги» (3 балла)
11. Роман Богословский, «Токката и фуга» (1 балл)
12. Татьяна Замировская, «Смерти.net» (1 балл)
13. Татьяна Моисеева, «На краю» (1 балл)
14. Павел Пепперштейн, «Эксгибиционист» (1 балл)
15. Герман Садулаев, «Готские письма» (1 балл)
16. Роман Сенчин, «Петля» (1 балл)
17. Мария Ануфриева, «Доктор Х и его дети»
18. Ксения Букша, «Адвент»
19. Валерий Былинский, «Все исключено»
20. Андрей Геласимов, «Рахиль»
21. Наталия Гилярова, «Финтифля»
22. Федор Деревянкин, «Смерти нет»
23. Денис Епифанцев, «Участники»
24. Дмитрий Захаров, «Кластер»
25. Николай Иванов, «Реки помнят свои берега»
26. Инга Кузнецова, «Изнанка»
27. Мария Лабыч, «Путь тарбагана»
28. Сергей Мохов, «История смерти»
29. Сергей Носов, «Книга о Петербурге»
30. Андрей Рубанов, «Человек из красного дерева»
31. Кирилл Рябов, «Никто не вернется»
32. Наталья Соловьёва, «На берегу Тьмы»
33. Сергей Солоух, «Love International»
34. Владимир Сотников, «Она»
35. Владимир Чолокян, «Железный повод»
36. Ширин Шафиева, «Не спи под инжировым деревом»
37. Виталий Штыбин, «Танцы, горы и каштановый мед»